# Rakowiska (województwo pomorskie)
Rakowiska – wieś w Polsce położona w województwie pomorskim, w powiecie nowodworskim, w gminie Nowy Dwór Gdański na obszarze Żuław Wiślanych. Miejscowość leży na szlaku Żuławskiej Kolei Dojazdowej i znajduje się w niej jej przystanek.
Wieś komornictwa zewnętrznego Elbląga w XVII i XVIII wieku. W latach 1975–1998 miejscowość położona była w województwie elbląskim.
Inne miejscowości o nazwie Rakowiska: Rakowiska